# Philippe Besson

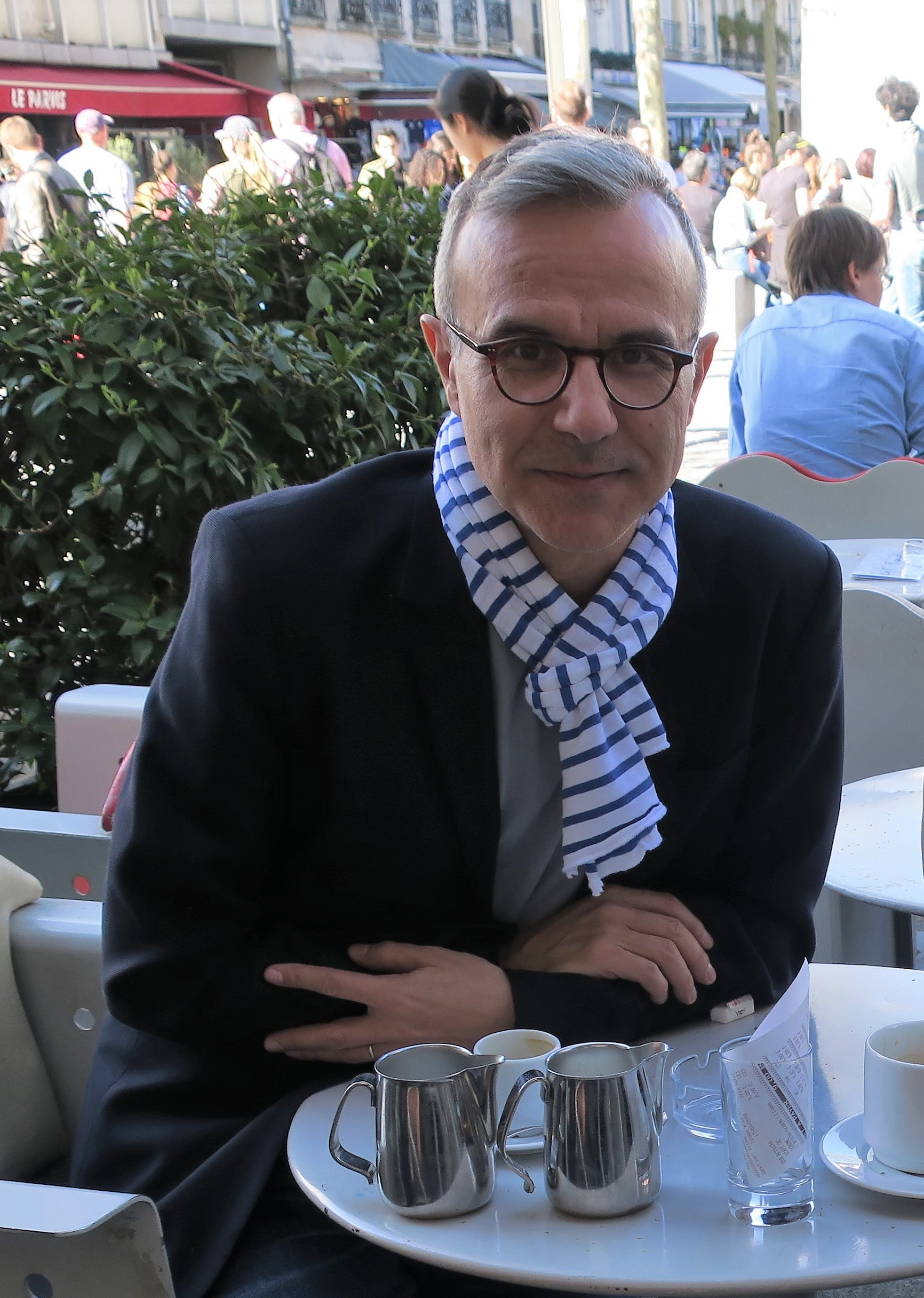
Philippe Besson à Paris - avril 2018

Philippe Besson (sinh ngày 29 tháng 1 năm 1967 tại Barbezieux-Saint-Hilaire tỉnh Charente) là một nhà văn, tiểu thuyết gia, nhà biên kịch người Pháp.

## Tiểu sử
Philippe Besson, sinh ngày 29 tháng 1 năm 1967 tại làng Barbezieux-Saint-Hilaire thuộc tỉnh Charente, là một nhà văn, nhà viết kịch và nhà biên kịch người Pháp. Ông đồng thời cũng là một nhà phê bình văn học và người dẫn chương trình truyền hình.
Trước khi chuyển hẳn sang sự nghiệp văn chương, ông từng có khoảng thời gian làm việc trong môi trường doanh nghiệp, từng trải qua các vị trí giám đốc, quản lý nhân sự.
Ông được công chúng biết đến với tư cách nhà văn nhờ vào cuốn tiểu thuyết En absence des hommes xuất bản vào năm 2001, đã nhận được một số giải thưởng.
Đến nay ông đã sáng tác trên 20 cuốn tiểu thuyết, trong đó nhiều tác phẩm đã được chuyển thể sang điện ảnh hoặc sân khấu.

## Thành tựu văn chương
Năm 1999, sau khi tốt nghiệp trường Luật, Philippe Besson bắt đầu dấn thân vào con đường viết văn với tiểu thuyết đầu tay  En l'absence des hommes (vắng bóng loài người) ra mắt công chúng năm 2001 do NXB Julliard phát hành. Cuốn tiểu thuyết có nhân vật chính là Marcel Proust, đã gặt hái thành công vang dội trong giới phê bình văn học và độc giả và được trao giải Emmanuel-Roblès.
Cùng năm đó, vào tháng 8 năm 2001, Philippe Besson xuất bản tiểu thuyết thứ hai Son frère (Anh trai) được đề cử giải Fémina. Sau đó, tác phẩm đã được đạo diễn Patrice Chéreau chuyển thể thành phim điện ảnh vào năm 2003 và được trao giải Gấu bạc tại Liên hoan Berlin.
Những thành tích lạc quan gặt hái từ những tác phẩm đầu tiên đã tạo động lực lớn và gợi dậy niềm đam mê dành cho công việc viết lách, Philippe Besson đã quyết định dành thời gian và sức lực cho sự nghiệp sáng tác văn học.
Năm 2002, tiểu thuyết L'Arrière-saison được xuất bản và được trao giải thưởng lớn RTL-Lire năm 2003. Tác phẩm đã được chuyển thể sân khấu với vở kịch cùng tên L'Arrière-saison, do France Culture sản xuất và chính Besson biên kịch. Công diễn ngày 20 tháng 4 năm 2004 tại Paris.
Cùng năm 2003, ông xuất bản tiểu thuyết Un garçon d'Italie (Chàng trai người Ý). Tác phẩm được đề cử hai giải thưởng Goncourt và Medici và đã được chuyển thể sân khấu  với vở kịch cùng tên Un garçon d'Italie, công diễn tại nhà hát kịch Théâtre Transversal (thành phố Avignon) từ ngày 6 đến ngày 29 tháng 7 năm 2018 ; tại nhà hát kịch Théâtre de Belleville (Paris) từ ngày 5 đến ngày 28 tháng 5 năm 2019 ; nhà hát kịch Théâtre Transversal (thành phố Avignon) từ 5 đến 28 tháng 7 năm 2019 ; sân khấu Théâtre 14 (Paris) từ 19 đến 30 tháng 5 năm 2021.
Năm 2015, ông hoàn thành cuốn sách Vivre vite (Sống cuồng) viết về cuộc đời của James Dean, được xuất bản vào tháng 1 năm 2015, đúng vào năm kỷ niệm 60 năm ngày mất của nam diễn viên này (ngày 30 tháng 9 năm 1955).
Năm 2017, tác phẩm Arrête avec tes mensonges (bản dịch tiếng Việt do Tao Đàn xuất bản năm 2018 với tựa đề Đừng tự dối mình Lưu trữ ngày 6 tháng 10 năm 2021 tại Wayback Machine) do Julliard xuất bản đã hoàn toàn chinh phục giới phê bình và độc giả. Cuốn sách được trao hai giải Maison de la Presse năm 2017  và Tiểu thuyết  tâm lý truyền cảm hứng. Ngoài ra, là một trong ba tiểu thuyết vào vòng chung kết giải Prix Blù Jean-Marc Roberts, và nằm trong danh sách đề cử vòng chung kết của Giải Prix Orange du Livre. Tác phẩm cũng đã được chuyển thể sân khấu với vở kịch cùng tên Arrête avec tes mensonges, công diễn ở nhà hát kịch Théâtre du Point du Jour (thành phố Lyon), tháng 10 năm 2020.
Tháng 8 năm 2017, ông là thành viên ban giám khảo Liên hoan phim Pháp ngữ Angoulême do nam diễn viên người Mỹ John Malkovich chủ tịch.
Tháng 9 năm 2017, ông xuất bản cuốn sách Un personage de roman (Một nhân của tiểu thuyết), là cuốn sách kể lại toàn bộ chiến dịch tranh cử tổng thống của Emmanuel Macron. Cuốn sách đạt thành công về doanh số và được xếp hạng trong số những cuốn sách bán chạy nhất của năm đó.
Tháng 10 năm 2017, ông là thành viên ban giám khảo của liên hoan phim Anh tại thành phố Dinard do Nicole Garcia làm chủ tịch.
Năm 2019, tiểu thuyết Un certain Paul Darrigrand (anh chàng Paul Darrigrand xưa ấy) được xuất bản. Sách của Philippe Besson lần nữa lại được đề cử cho Giải thưởng Télévisions Prize 2019
Tháng 6 năm 2019, ông được bổ nhiệm làm chủ tịch của Giải thưởng Landerneau des Lectors (trao vào tháng 10 năm 2019)
Tháng 1 năm 2021, ông xuất bản tiểu thuyết Le dernier enfant (Người con cuối cùng), viết về nổi đau của một người mẹ khi chứng kiến đứa con trai út của mình rời bỏ gia đình thơ ấu để sống tự lập và trưởng thành. Cuốn sách đã được giới phê bình và độc giả khen ngợi và được đề cử cho giải Grand Prix de l'Héroïne Madame Figaro 2021.

## Tác phẩm

### Tiểu thuyết
- En l'absence des hommes, Paris, Julliard, 2001 (ISBN 2-260-01564-6)
- Son frère, Paris, Julliard, 2001 (ISBN 2-260-01586-7)Août 1999,
- L'Arrière-saison, Paris, Julliard, 2002 (ISBN 2-260-01610-3)
- Un garçon d'Italie, Paris, Julliard, 2003 (ISBN 2-260-01642-1)
- Les Jours fragiles, Paris, Julliard, 2004 (ISBN 2-260-01641-3)
- Un instant d'abandon, Paris, Julliard, 2005 (ISBN 2260016812)
- L'Enfant d'octobre, Paris, Grasset, 2006 (ISBN 2246678617)
- Se résoudre aux adieux, Paris, Julliard, 2007 (ISBN 978-2260017264)
- Un homme accidentel, Paris, Julliard, 2008 (ISBN 9782260017417)
- La Trahison de Thomas Spencer, Paris, Julliard, 01-2009 (ISBN 2-260-01770-3)
- Retour parmi les hommes, Paris, Julliard, 01-2011 (ISBN 2260018572)
- Une bonne raison de se tuer, Paris, Julliard, 01-2012 (ISBN 9782260020035)
- De là, on voit la mer, Paris, Julliard, 01-2013 (ISBN 2-260-02070-4)
- La Maison atlantique, Paris, Julliard, 01- 2014 (ISBN 2260019153)
- Un tango en bord de mer, Paris, Julliard, 9-2014 (ISBN 2260022014)
- Vivre vite, Paris, Julliard, 01-2015 (ISBN 2260023967) — Tiểu thuyết về cuộc đời của James Dean
- Les Passants de Lisbonne, Julliard, 01-2016 (ISBN 2260029205)
- Arrête avec tes mensonges, Julliard, 01-2017 (ISBN 978-2-260-02988-5)
- Un personnage de roman, Julliard, 9-2017 (ISBN 978-2-260-03007-2)
- Dîner à Montréal, Paris, Julliard, 5-2019 (ISBN 978-2-260-05317-0)
- Le Dernier Enfant, Paris, Julliard, 01-2021 ( (ISBN 978-2260054672))

### Tiểu thuyết đã xuất bản sang tiếng Việt
- Đừng tự dối mình, Philippe Besson, Bảo Chân dịch, Tao Đàn & NXB HNV, 2018
- Lữ khách thành Lisbon, Philippe Besson, Bảo Chân dịch, Tao Đàn & NXB HNV, 2019

### Truyện ngắn
- « Les Amants », Paris, NXB Elle/Julliard, 6-2005 (Truyện ngắn đăng trên tạp chí Elle.)
- Collectif, 48 heures au Lutétia - Le Sommeil, Paris, NXB Scali, 6-2005 (ISBN 2-35012-021-X) Tuyển tập truyện ngắn, cùng với 8 nhà văn khác.
- Collectif, Huit nouvelles, Paris, NXB Calmann-Lévy, 11-2008 (ISBN 9782702139646)Tuyển tập truyện ngắn, cùng với 8 nhà văn khác.

### Thơ
- Le Corps des hommes, Paris, NXB Grasset, 2018 (ISBN 9782246815730) dịch từ nguyên tác Physical, tuyển tập thơ Anh của Andrew McMillan.

### Kịch bản phim
- 2003 : Son frère, đạo diễn Patrice Chéreau, kịch bản điện ảnh do Philippe Besson viết lại từ tiểu thuyết cùng tên
- 2009 : Mourir d'aimer, phim truyền hình Pháp, đạo diễn Josée Dayan, với sự tham gia của diễn viên Muriel Robin
- 2010 : La Mauvaise Rencontre, phim truyền hình Pháp, đạo diễn Josée Dayan, biên kịch Philippe Besson (chuyển thể từ tiểu thuyết của Philippe Grimbert), với sự tham gia của diễn viên Jeanne Moreau
- 2011 : Raspoutine, phim truyền hình Pháp, đạo diễn Josée Dayan, biên kịch gốc Philippe Besson và Vincent Fargeat, với diễn viên Gérard Depardieu
- 2012 : Nos retrouvailles, phim truyền hình Pháp, đạo diễn Josée Dayan, với diễn viên Fanny Ardant
- 2012 : La Solitude du pouvoir, phim truyền hình Pháp, đạo diễn Josée Dayan, với diễn viên Pascal Elbé
- 2013 : Le Clan des Lanzac, phim truyền hình Pháp, đạo diễn Josée Dayan, avec Fanny Ardant và Muriel Robin
- 2014 : Entre vents et marées, phim truyền hình Pháp, đạo diễn Josée Dayan (TV), với các diễn viên Nicole Garcia, Muriel Robin và Corinne Masiero